# Manda Lamétrie, boerin
Manda Lamétrie, boerin (Frans: Manda Lamétrie, fermière) is een schilderij van Alfred Roll. Dit imposante portret uit 1887 was een groot succes op de salon een jaar later. Een criticus van de Gazette des Beaux-Arts noemde het zelfs het schilderij van het jaar. Sinds 1980 maakt het deel uit van de collectie van het Musée d'Orsay in Parijs.

## Voorstelling
Alfred Roll had een zomerhuis in de buurt van Sainte-Marguerite-sur-Mer aan de kust van Normandië niet ver van Dieppe. In hetzelfde dorp bezat Amanda (Manda) Lamétrie een kleine boerderij. Op het portret heeft zij net een van haar drie koeien gemolken in de boomgaard. Met vastberaden blik loopt zij met een emmer vol melk op de toeschouwer af. Het succes dat het schilderij ten deel viel, veranderde het leven van de boerin weinig. Tot aan haar dood bleef ze ongetrouwd en verzorgde haar boerderij, waarbij ze haar inkomen aanvulde met het bewaken van zomerhuizen en het vangen van garnalen.
In de jaren tachtig van de negentiende eeuw schilderde Roll een aantal vrouwenportretten in naturalistische stijl. Hij gebruikte daarbij het lichte palet van het impressionisme, echter zonder de losse techniek van die stroming over te nemen. Het portret van de dan twintigjarige Amanda Lamétrie is een van de hoogtepunten van deze serie. De kunstenaars van het naturalisme hadden een voorkeur voor het afbeelden van scènes uit het dagelijks leven. Met Zola waren zij van mening dat de bezigheden en de omgeving van de hoofdpersonen hun lot in grote lijnen bepaalden. De monumentale, frontale weergave die Roll in dit portret gebruikt, transformeert Amanda Lamétrie tot een icoon van de Franse plattelandsbevolking.

## Herkomst
- 1888: gekocht van de kunstenaar voor het Musée du Luxembourg.
- 1920: overgebracht naar het Louvre.
- 1980: overgebracht naar het Musée d'Orsay.